# Pierre-Philippe Choffard
Pierre-Philippe Choffard (Parigi, 19 marzo 1730 – Parigi, 7 marzo 1809) è stato un disegnatore e incisore francese, considerato il più brillante illustratore di libri del suo secolo.

## Biografia
Pierre-Philippe Choffard ricevette una formazione artistica da Guillaume Dheulland e Pierre-Edme Babel a Parigi.
Fu un bulinista piacevole; nell'arco della sua carriera illustrò il Viaggio pittoresco attraverso la Grecia e il Viaggio in Italia dello scrittore e storico dell'arte Vivant Denon e inciso su disegni di Jean-Honoré Fragonard, Beaudoin e Hubert-François Gravelot.
Inoltre Choffard, che si firmava 'PP Choffard', illustrò e decorò alcuni classici, tra i quali Jean de La Fontaine, Jean Racine, Roger de Bussy-Rabutin, oltre che alcuni contemporanei, come Barthélemy Imbert, Jean-Jacques Rousseau, Jacques Delille.
Sotto la direzione di Basan e Le Mire, collaborò assieme ad altri artisti all'edizione delle Le metamorfosi di Ovidio in quattro volumi (1767-1771).
Di particolare interesse il suo libro intitolato Notice historique sur l'art de la gravure (1804).
Decorò anche con grandissimo gusto carte da visita, partecipazioni, programmi, ecc.

## Opere

### Illustrazioni
- Ferdinand Berthoud:
  - Essai sur l'horlogerie dans lequel on traite de cet art relativement à l'usage civil, à l'Astronomie et à la Navigation, volume I, 1763;
  - Essai sur l'horlogerie dans lequel on traite de cet art relativement à l'usage civil, à l'Astronomie et à la Navigation, volume II, 1768;
- Jean de La Fontaine: 
  - Contes et nouvelles en vers, volume=I, 1762;
  - Contes et nouvelles en vers, volume=II, 1762;
- Joseph Louis Ripault-Desormeaux:
  - Histoire de la maison de Bourbon, volume=I, 1772;
  - Histoire de la maison de Bourbon, volume=II, 1776;
  - Histoire de la maison de Bourbon, volume=III, 1782;
  - Histoire de la maison de Bourbon, volume=IV, 1786;
  - Histoire de la maison de Bourbon, volume=V, 1788.